# Marco Saligari
Marco Saligari (* 18. Mai 1965 in Sesto San Giovanni, Italien) ist ein ehemaliger Radrennfahrer und späterer Sportlicher Leiter.
Saligari war zwischen 1987 und 1998 Profi. Sein größter Erfolg war der Gewinn der Tour de Suisse im Jahr 1993 mit einem Vorsprung von 2:19 Minuten auf den Schweizer Rolf Järmann. 1992 siegte er im Etappenrennen Giro di Calabria. Nach seinem Karriereende als Aktiver wurde er Teamleiter des Radsportteams Landbouwkrediet-Colnago.

## Erfolge (Auswahl)
1992
- eine Etappe Giro d’Italia
- Gesamtwertung Giro di Calabria

1993
- Gesamtwertung Tour de Suisse
- eine Etappe Giro d’Italia

1994
- eine Etappe Tour de Suisse
- eine Etappe Giro d’Italia

1995
- eine Etappe Paris–Nizza
- eine Etappe Hofbräu Cup

1996
- eine Etappe Katalonien-Rundfahrt

## Teams
- 1987–1993 Ariostea
- 1994–1996 GB-MG Maglificio
- 1997–1998 Casino